# جيش جمهورية البوسنة والهرسك
جيش جمهورية البوسنة والهرسك (بالبوسنوية: Armija Republike Bosne i Hercegovine (ARBiH) / Армија Републике Босне и Херцеговине (АРБиХ))‏ كان القوة العسكرية لجمهورية البوسنة والهرسك وأسستها الحكومة في 1992 بعد اندلاع حرب البوسنة والهرسك. بعد نهاية الحرب وتوقيع اتفاقية دايتون في 1995، تحولت إلى جيش اتحاد البوسنة والهرسك. كان الجيش هو القوة العسكرية الوحيدة التي اعترفت الحكومات الأخرى. تحت قانون إصلاح الدولة للدفاع، توحدت القوات المسلحة للبوسنة والهرسك لشكل واحد مما جعل جيوش الكيانات ميتة.